# Richard Desmond (ishockeyspelare)
Richard Joseph "Dick" Desmond, född 2 mars 1927 i Medford i Massachusetts, död 1 november 1990 i Los Angeles, var en amerikansk ishockeyspelare. Desmond blev olympisk silvermedaljör i ishockey vid vinterspelen 1952 i Oslo.